# NGC 6996
NGC 6996 (другое обозначение — OCL 197) — рассеянное скопление в созвездии Лебедь.
Этот объект входит в число перечисленных в оригинальной редакции «Нового общего каталога».